# ルドラ・シャハ
ルドラ・シャハ（Rudra Shah、生年不詳 - 1673年）は、ネパール、ゴルカ王国の第7代君主（在位：1661年 - 1673年）。第6代君主クリシュナ・シャハの息子。

## 生涯
1661年、父クリシュナ・シャハが死亡したことにより、王位を継承した。
1671年、マクワンプル・セーナ王国で王子シュバ・セーナが父王ハリハラ・セーナに反逆するためカトマンズ盆地に援軍を求め、パタン・マッラ朝が応じた。その際、ルドラはパタン王シュリーニヴァーサ・マッラに援軍を送り、マクワンプルの攻撃に向かわせている。
1673年、ルドラは死亡し、息子のプリトビパティ・シャハが王位を継承した。